# 曹濡
曹濡（1491年—1542年），字汝育，號東湖，順天府固安縣人，民籍，明朝政治人物。

## 生平
嘉靖四年（1525年）乙酉科順天鄉試第三十一名舉人，嘉靖八年（1529年）三甲第一百五十二名進士。授山東趙城知縣，陞戶部主事，十八年九月考察闲住，後“卒于非命”。康熙《青州府志》記載，1542年壬寅宮變時，曹端妃被磔於市，曹濡驚駭，擔心被連坐處死，在家裏上吊自盡。

## 家族
曾祖曹成；祖父曹琰，曾任義官；父曹鑑，曾任縣主簿。母畢氏；繼母許氏。
因壬寅宮變而被凌遲處死的曹端妃為曹濡的堂姪女。